# 斯拉夫科維齊
51°3′6″N 29°25′40″E / 51.05167°N 29.42778°E
斯拉夫科維齊（烏克蘭語：Славковиці），是烏克蘭北部的村莊，隸屬日托米爾州的科羅斯滕區。該村面積0.18平方公里，海拔高度167米，2001年人口7，人口密度每平方公里38.25人。